# Amalia González Caballero de Castillo Ledón
Amalia González Caballero de Castillo Ledón; auch Amalia de Castillo Ledón (* 18. August 1898 in Santander Jiménez, Mexiko; † 2. Februar 1986 in Mexiko-Stadt) war eine mexikanische Diplomatin, Politikerin und Autorin.

## Herkunft, Familie und Ausbildung
Amalia González Caballero wurde 1898 in San Jerónimo bei Santander Jiménez im ostmexikanischen Bundesstaat Tamaulipas als Tochter von Vicente González Garcilazo and Doña María Caballero Garza geboren. Sie besuchte die Grundschule in Padilla. Später machte sie in Ciudad Victoria, der Hauptstadt von Tamaulipas, eine Ausbildung an einem Lehrerseminar. Nach dem Umzug ihrer Familie nach Mexiko-Stadt schloss sie dort ein Studium am mexikanischen Nationalkonservatorium für Musik in Rhetorik und Theaterwissenschaften als B.A. ab. In der Folge schrieb sie sich in der Escuela Superior für ein Englischstudium ein und studierte verschiedene Fächer an der Philosophischen Fakultät der damaligen Universidad Nacional de México. Am 30. September 1927 heiratete sie den aus Nayarit stammenden Historiker Luis Castillo Ledón, mit dem sie drei Kinder bekam: Luis Antonio, Beatriz und Gabriela Castillo Ledón.

## Kulturelles und gesellschaftliches Wirken
Sie gründete das Teatro de Masas. 1929 veröffentlichte sie mit Cuando las hojas caen ihr erstes Buch. 1929 war sie maßgeblich an der Gründung des Nationalen Kinderschutzbundes beteiligt. In der gleichen Zeit arbeitete an der Gründung von Volksbildungs- und Erholungseinrichtungen mit. Sie war Gründerin und Leiterin des Club Internacional de Mujeres (1932) und des Ateneo Mexicano de Mujeres (1937), welche beide die Situation und die Rechte mexikanischer Frauen verbessern sollten. Sie wurde 1939 zur Vertreterin Mexikos bei der Interamerikanischen Frauen-Kommission (CIM) ernannt.
In den frühen 1940er Jahren war González Redakteurin des Journals Hogar, von 1946 bis 1952 schrieb sie Kolumnen für den Excelsior. Sie unterstützte den Aufbau von Comedy-Theatern und trat anfangs auch selbst auf. Mit dem Ziel, die dramatische Kunst für alle gesellschaftlichen Gruppen zugänglich zu machen, förderte sie die Errichtung von großen Zelten und Freilichtbühnen wie dem Parque México. Theatergruppen gaben Aufführungen in Parks, Betrieben, Gefängnissen, Schulen und auch in großen Zelten in den Slumbezirken.

## Die internationale Bühne
1945 war Amalia de Castillo Ledón Mitglied der mexikanischen Delegation bei der Formulierung der Charta der Vereinten Nationen in San Francisco. 1946 war sie Gründungsmitglied der UN-Frauenrechtskommission und setzte ihren Einfluss auf lateinamerikanische UN-Delegierte ein, um die ausdrückliche Anerkennung der Gleichheit von Frauen und Männern durch die UN zu erreichen, wie sie in der UN-Menschenrechtscharta ihren Niederschlag fand.
1947 wurde González zur Präsidentin der CIM gewählt und sorgte für ein intensivere Berücksichtigung frauenpolitischer Fragen im Rahmen der Organisation Amerikanischer Staaten (OAS). 1948 wurde sie Präsidentin der Frauenvereinigung der sozialdemokratischen PRI und arbeitete für die Einführung des Frauenwahlrechts, was schließlich 1952 erfolgreich war, nachdem González 20.000 unterstützende Unterschriften gesammelt hatte.
Sie wurde Mexikos erste Botschafterin und war als Vertreterin ihres Landes in Schweden (1953), der Schweiz (1957), Finnland (1959) und Österreich (1965 bis 1970) tätig. 1965 war sie Ständige Vertreterin Mexikos bei den Vereinten Nationen. In den 1960er Jahren ernannte sie der mexikanische Präsident Adolfo López Mateos zur Staatssekretärin für Kultur im Erziehungsministerium, ebenfalls als erste Frau in dieser Position. 1965 wurde González Repräsentantin Mexikos bei der Internationalen Atomenergie-Organisation.
Amalia González Caballero de Castillo Ledón starb am 2. Juni 1986 in Mexiko-Stadt. 2012 wurden ihre sterblichen Überreste in die Rotonda de las Personas Ilustres überführt.

## Ausgewählte Werke

### Essays
- Cuatro estancias poéticas (1964)
- Viena, sitial de la música de todos los tiempos

### Dramen
- Cuando las hojas caen (1929)[7]
- Cubos de Noria (1934)[7]
- Coqueta (1945)[7]
- Bajo el mismo techo (1945)[7]
- Peligro - Deshielo (1963)[7]
- La verdad escondida (1963)[7]